# Stern-shortlist
stern-shortlist war ein Ableger von stern.de, der Website des gleichnamigen Magazins, der am 23. Juli 2007 gestartet wurde.
Es handelte sich dabei um ein Entertainment-Portal mit der Zielgruppe 20- bis 35-Jährige, welches überwiegend Medienprodukte zu unterhaltsamen und informativen Listen – den so genannten Shortlists – gruppierte. Shortlists wurden entweder von der shortlist-Redaktion oder von Benutzern der Community selbst erstellt.
Das Angebot unterteilte sich in fünf Rubriken: Film, Musik, Bücher, Games und Mix. In den einzelnen Rubriken fanden sich Listen wie „Alben von Bands, die Gastauftritte bei den Simpsons hatten“ und „Filme, die spannend sind, obwohl das Ende schon vorher feststeht“ oder „PC-Games für Kinder, gegen die selbst kritische Pädagogen keine Einwände haben“.

## Weblink
- stern.de startet am 23. Juli mit stern-shortlist ein neues einzigartiges Entertainment-Portal (Memento vom 1. Juni 2011 im Internet Archive)